# NGC 2440
NGC 2440 es una nebulosa planetaria en la constelación de Puppis, la popa del Argo Navis. Se encuentra a unos 4000 años luz de distancia de la Tierra. Fue descubierta el 4 de marzo de 1790 por William Herschel.
La nebulosa ha sido creada por una estrella similar al Sol en los últimos estadios de su vida. Ha expulsado sus capas exteriores que han formado un "capullo" alrededor del núcleo estelar. La luz ultravioleta proveniente de la estrella hace que el material resplandezca.
En la imagen se aprecia un punto blanco en el centro, el núcleo estelar remanente convertido en una enana blanca. Es uno de los más calientes que se conocen, con una temperatura superficial cercana a los 200.000 K. La estructura irregular de la nebulosa sugiere que la estrella expulsó sus capas por partes. En cada estallido, el material fue arrojado en una dirección diferente.